# Jánosi Katalin

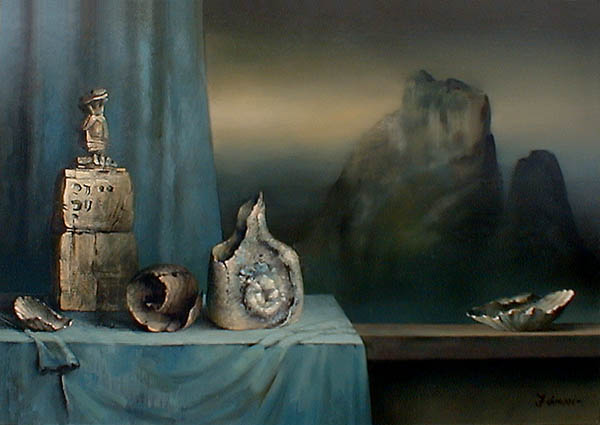
Távol a világtól, 1996, olajfestmény, 70×100 cm

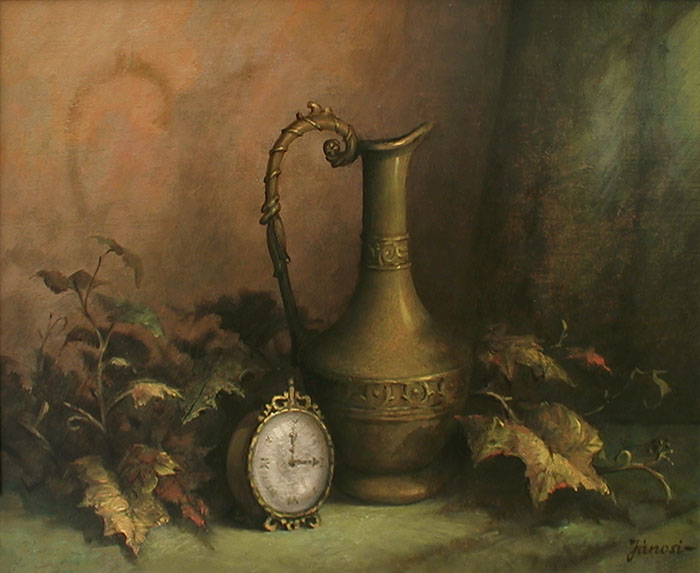
Csend órával, 2002, olajfestmény, 40×50 cm

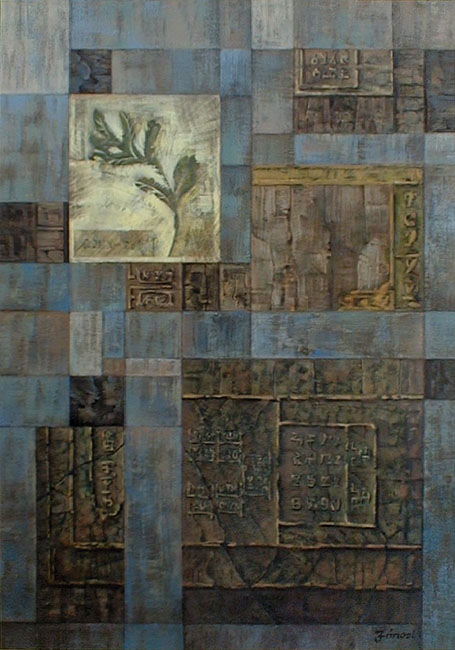
Múzeum, 1998, olajfestmény, 100×70 cm

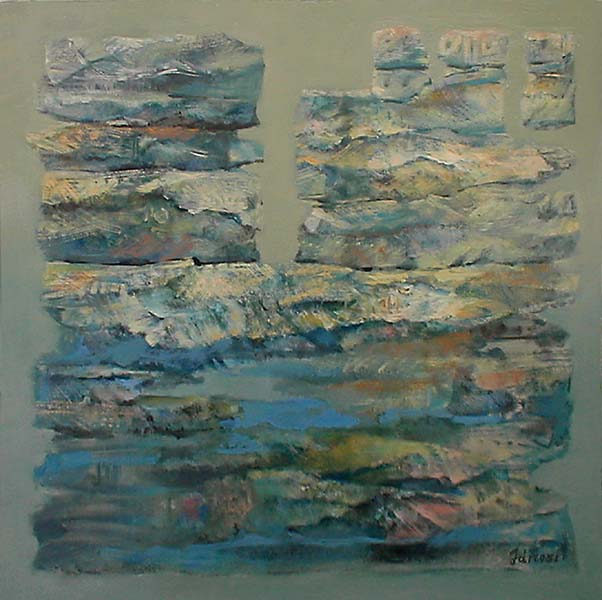
Rétegek, 2000, olajfestmény, 80×80 cm

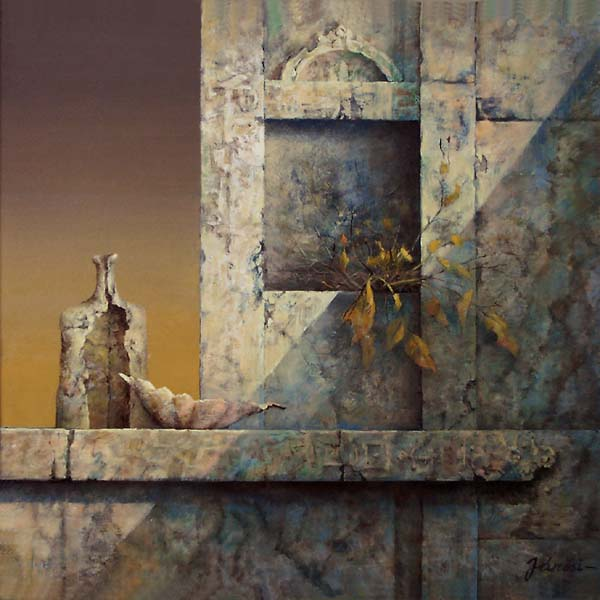
Csend, 2003, olajfestmény, 90×90 cm

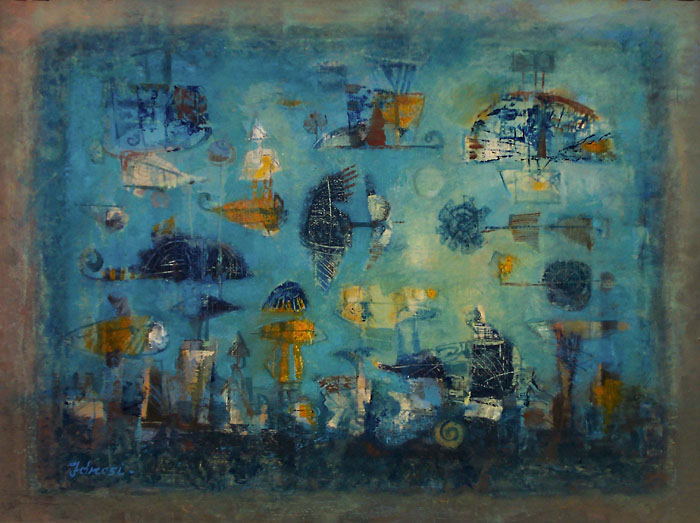
Álmomban repültem, 2005, olajfestmény, 60×80 cm

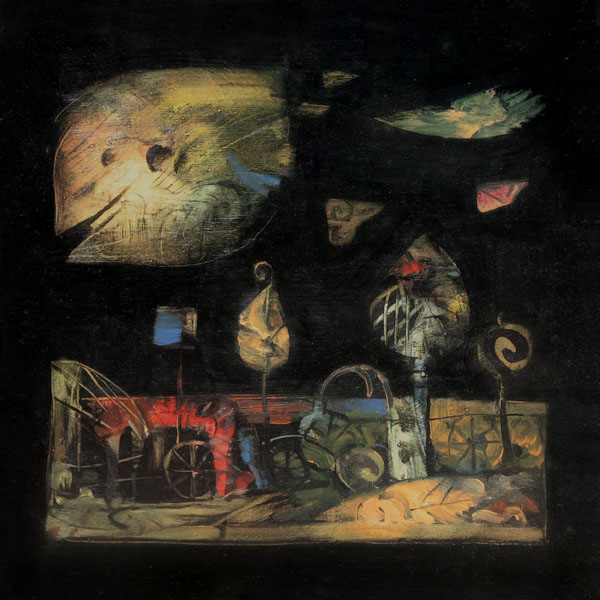
Különös éj, 2005, olajfestmény, 30×30 cm

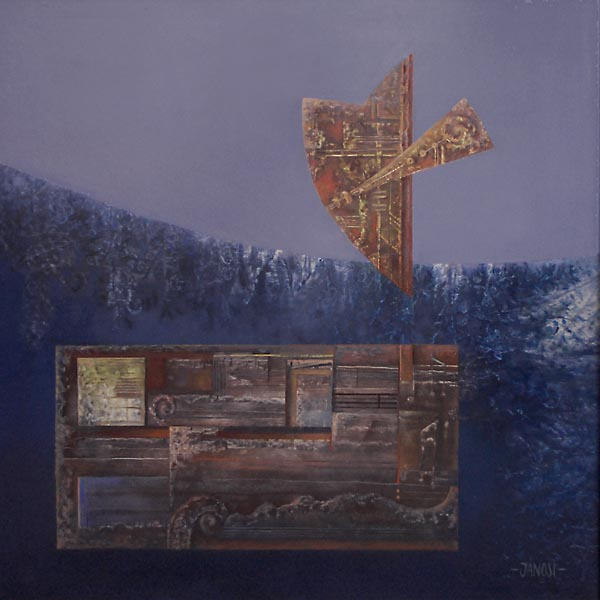
Gondolatok Bartókról, 2006, olajfestmény, 100×100 cm

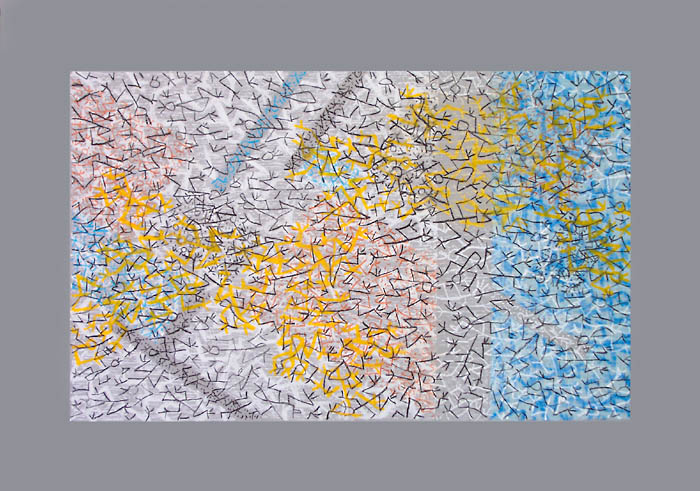
Játékos rajz, 2004, olajpasztell, 70×100 cm

Jánosi Katalin (Budapest, 1951. november 2. –) festő- és gobelinművész.

## Családja
Édesapja dr. Jánosi Ferenc, édesanyja Nagy Erzsébet. Jánosi Katalin Nagy Imrének, az 1956-os forradalom mártír miniszterelnökének unokája. Férje ifjabb Benedek Jenő (1939–2019) festőművész, fia Benedek Imre (1972–) alkalmazott grafikus.

## Tanulmányai
Gyermekkorában tíz éven át zenei tanulmányokat folytatott. A családot 1956 után Romániába deportálták, s a gyermekek 1958 szeptemberében tértek csak vissza Budapestre, majd az őket követő nagyanyjukkal és édesanyjukkal a VII. kerületben éltek együtt csonka családként (édesapja, Jánosi Ferenc 1960-ban, betegen szabadult a börtönből, 1968-ban hunyt el). A Képző- és Iparművészeti Szakközépiskola textilműves szakán érettségizett 1970-ben. Az Iparművészeti Főiskola Gobelin szakán Plesnivy Károly, Eigel István és Szilvitzky Margit voltak mesterei. 1976-ban diplomázott. A kultúraszervezés területe is érdekelte, 1997-ben kulturális menedzseri diplomát szerzett az ELTE-n.

## Pályafutása
Első önálló kiállítását 1987-ben Győrben rendezték meg. A tervezés mellett mindig saját kezűleg szőtte gobelinjeit. A textilképek hosszadalmas munkafolyamatához szervesen kapcsolódik  a kartonfestés, ezért a festészet sem volt idegen számára. Az 1980-as években teljes energiájával a táblaképfestészet felé fordult. 1976-tól a Művészeti Alap, majd a Magyar Alkotóművészek Országos Egyesületének (MAOE) tagja, s ugyancsak a mára megszűnt „Új Gresham Kör“ művészeti csoportnak is tagja volt. 1998-tól Piliscsabán él és dolgozik.

## Közéleti tevékenysége
1989 óta a forradalom és nagyapja emlékének aktív ápolója, a Nagy Imre tiszteletére rendezett ünnepségeken, szoboravatásokon jelen van. Az 1990-ben Nagy Erzsébet által alapított Nagy Imre Alapítvány kurátora. 2006 óta többször hívta meg október 23-ára a parlamenti pártokat közös ünneplésre a Nagy Imre Emlékházba. Az ’56-os mártírok Emléknapján 2007. június 16-án közös imádságra invitálta a pártok vezetőit. 2008-ban az ő kezdeményezésére és szervezésében zajlott le a Nagy Imre Emlékház teljes átalakítása, megújítása.
Közéleti fórumokon (internet, újság, tévé, rádió) szerepel, a nőknek a társadalomban, családban betöltött szerepéről nyilatkozik, különböző kulturális események és szociális akciók tevékeny résztvevője.

## Kitüntetései
- A Magyar Köztársasági Érdemrend lovagkeresztje (2006)

## Művészete
„Képei híven tükrözik egyéniségét: egy nyugalmat kereső, természetszerető ember munkái, aki zaklatott korunkban is csöndes kitartással járja a maga egyéni útját. Finoman összehangzó színeivel egyéni realitású képi valóságot teremt, hangulatai erős érzelmi töltésükkel a szigorúan értelmezett realitáson túlmutatnak.”– írták róla 1987. évi győri, első önálló  kiállítása után. Munkáiban nem a konkrét objektum, hanem az általa kifejezhető üzenet, érzelem, hangulat a döntő. Keresi a formák, színek elvontabb rendszereit, s ezek mélyebb dimenziói foglalkoztatják, melyeket igyekszik összekapcsolni az általa fontosnak tartott jelentéstartalommal. Évekig a tárgyak világa foglalkoztatta, legújabb munkáin figurális kompozíciókkal is jelentkezik.
[...] Az évek múlásával kialakított egy sajátos, nagyon belülről építkező festői nyelvet. [...] Képein olyan emberszerű alakok és állatszerű emberek jelennek meg, melyek magányosságot és összetartozást egyaránt és együtt képesek megjeleníteni. [...] Sajátságosak a művész romábrázolásai. Sejtetnek is elsüllyedt struktúrákat, de mégsem konkrétak, épségben is vannak és romosak is.
Feledy Balázs Mesterecsetek 2001.
Jánosi Katalin festői világa lágy és nosztalgikus, áthatja a nyugalom és az állandóság érzete. Olyan miliő ez, ahol a magány a belső gazdagodásnak nyit teret.
Rados Virág Népszabadság 2001.

## Művei

### Gobelin-munkái középületekben
- Budapest, Hotel Ifjúság, két falikép (pályázaton nyert munka) - 1977
- Győri Vagon- és Gépgyár vendégháza, kilenc falikép (pályázaton nyert munka) - 1984

### Festményei
- Reggel, 1986, olaj, 40×60 cm
- Eltűnt világ, 1995. 80×60 cm
- Bizánc, 1999. 90×50 cm
- Lovas, 2001. 60×80 cm
- Csend, 2003. 90×90 cm
- Repülő formák, 2004, olaj, farost, 50×70 cm
- A kis hintaló álma, 2004, olaj, farost, 35×50 cm
- Tücsök-bogár, 2005, olaj, farost, 40×30 cm
- Repkedés a nap körül, 2005, olaj, farost, 60×40 cm
- Bohócok, 2005. 50×80 cm
- Régi kelme, 2005, olaj, farost, 50×80 cm
- Furcsa lények, 2005, olaj, farost, 50×35 cm
- Vidám biciklisták, 2005, olaj, farost, 60×40 cm
- Őszi táj, 2005, olaj, farost, 50×70 cm
- Jelek holddal, 2005, olaj, farost, 26×34 cm
- Különös éj, 2005, olaj, farost, 30×30 cm
- Tiszta vizű tó, 2005, olaj, farost, 50×70 cm
- Életjelek, 2005, olaj, farost, 70×50 cm
- Álomjelek, 2005. 35‐50 cm
- Történések, 2006, olaj, farost, 100×100
- Hajnal, 2006, olaj, farost, 35×50 cm
- Élő motívumok, 2006. 100×100 cm
- Gondolatok Bartókról, 2006. 100×100 cm
- Napraforgó. Év n., olaj, 70×100 cm
- A fehér lap. Év n., olaj, farost, 25,5×34,5 cm

### Irodalmi publikációk
- Jánosi Katalin: Képektől elbűvölve az új berlini Európai Kultúrák Múzeumában. In: Tabula, 1999. 2. évf. 2. szám
- Győri Magda: A Sors időzít. Riportkönyv. Budapest, Ars et Sanitas, 2001.
- 1989. június 16., a temetés. A nap története fényképekben, a budapesti Hősök terén és a Rákoskeresztúri Új Köztemető 301-es parcellájában elhangzott gyászbeszédek szövege. Szerk. Jánosi Katalin, Sipos Levente. Kiad. a Nagy Imre Alapítvány. Budapest, 2009. 189 oldal, részben színes illusztrációkkal - ISBN 9789638838209
- Nagy Imre Emlékház – Magyar Tudományos Akadémia. Szerk. Jánosi Katalin. Budapest, Kiad. MTA – Nagy Imre Emlékház, 2009. 12 oldal, illusztrált, színes

## Kiállításai

### Festészeti munkássága

#### Önálló kiállításai
- 1987 • Győr, Képcsarnok Galéria
- 1988 • Békéscsaba, Munkácsy Galéria
- 1992 • Budapest, Csontváry Galéria (férjével, ifjabb Benedek Jenővel)
- 1995 • Budapest. BÁV. Kortárs Galéria
- 1997 • Budapest, Sziget Galéria
- 1997 • Szeged, BÁV. Kortárs Galéria
- 1998 • Kaposvár, Kulturális Központ
- 2000 • Budapest, Madách Színház, Tolnay Szalon (ifj. Benedek Jenővel)
- 2000 • Budapest, BÁV. Kortárs Galéria
- 2000 • Kaposvár, Táncsics Gimnázium Galériája
- 2001 • Budapest, Pfister Galéria (ifj. Benedek Jenővel)
- 2003 • Piliscsaba, Uradalmi Ház
- 2004 • Kalocsa, Városi Galéria (ifj. Benedek Jenővel)
- 2005 • Budapest, BÁV. Kortárs Galéria (ifj. Benedek Jenővel)
- 2007 • Piliscsaba, Uradalmi Ház
- 2008 • Bécs, Magyarok Háza
- 2009 • Dunaújváros, „Két ablak a világra...” Bartók Kamaraszínház és  Művészetek Háza, Aula Galéria (ifj. Benedek Jenővel)

#### Csoportos kiállításai
- 1989 • Neuchâtel, La Galerie du Faubourg, „Peinture Hongroise“
- 1991 • Lausanne, Galerie D’Arfi, „Hongrie ’91“
- 1991 • Neumarkt an der Raab Dorf Galerie, Magyar Művészek
- 1994 • Tokió, Sogo Galéria, Magyar Festők
- 1994 • Jokohama, Sogo Galéria, Magyar Festészet
- 1995 • Konradsheim, Galerie Burg, Magyar Képzőművészek
- 1995 • New Orleans, Bryant Gallerie, New Artists
- 1995 • Jackson, Bryant Gallerie, New Artists
- 1996 • Budapest, BÁV RT. kiállítóterme, Tavaszi Tárlat
- 1999 • Budapest, BÁV RT. kiállítóterme, Tavaszi Tárlat
- 1999 • Szolnok, IX. Képzőművészeti Triennálé
- 1999 • Budapest, St’’Art Stúdió kiállítása, Mesterecsetek. Az Újságíró Szövetség Székházában
- 1999 • Budapest, Gerbaud-palota galériája, az „Új Gresham Kör“ kiállítása
- 1999 • Budapest, Opera Art Galéria, az „Új Gresham Kör“ kiállítása
- 2000 • Budapest, K.H.V. Minisztérium, Lépcső Galéria
- 2000 • Budapest, Gerbaud Galéria, az „Új Gresham Kör“ kiállítása
- 2000 • Budapest, BÁV RT. Tavaszi Tárlat,
- 2000 • Budapest, Nyári Tárlat, Millenium Szalon, Olof Palme-ház
- 2000 • Szentendre, Pest Megyei Tárlat, Művészet Malom
- 2001 • Weisbaden, Luca - Art Galéria, Magyar Festők
- 2001 • Tiszaújváros, „Új Gresham Kör“ kiállítása
- 2002 • Budapest, Mesterecsetek, Vigadó Galéria
- 2003 • Pápa, Kiállítás a Turi család gyűjteményéből
- 2005 • Budapest, Magyar Festészet Napja, Millennium Szalon, Olof Palme ház, Duna Plaza
- 2005 • Szolnok, XI. Szolnoki Képzőművészeti Triennálé, Szolnoki Galéria
- 2006 • Budapest, „Csak tiszta forrásból” (Bartók emlékkiállítás), Erdős Renée Ház
- 2006 • Budapest, Bartók emlékkiállítás, Duna Galéria
- 2006 • Budapest, Magyar Festészet Napja, A kép, amellyel együtt élünk..., Duna Plaza, Mini képek, WAX Kiállítóház
- 2007 • Budapest, Bohóc-festmény kiállítás (Kárpáti T.gyüjteménye), Művészetek Palotája
- 2008 • Budapest, VII. Magyar Festészet Napja, Mini képek, Mednyánszky Galéria
- 2009 • Budapest, Magyar Festészet Napja, Mednyánszky Galéria

### Iparművészeti munkássága

#### Csoportos kiállításai
- 1980 • Frankfurt, Iparművészeti Vásár
- 1981 • Budapest, Duna Galéria
- 1982 • Frankfurt, Iparművészeti Vásár

## Jegyzetek

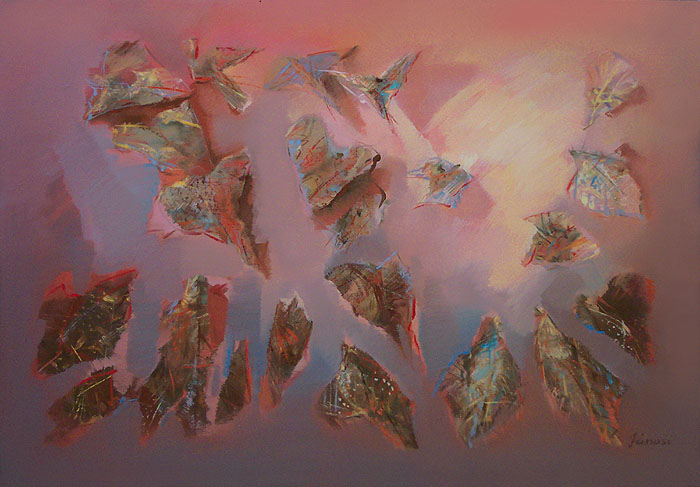
Rebbenés, 2003, olajfestmény, 70×100 cm